# كنين وررينغتون (تشيشير)
كنين وررينغتون (بالإنجليزية: Kenyon, Warrington)‏ هي قرية و أبرشية مدنية تقع في المملكة المتحدة في شمال غرب إنجلترا.